# アルフレッド・テニスン

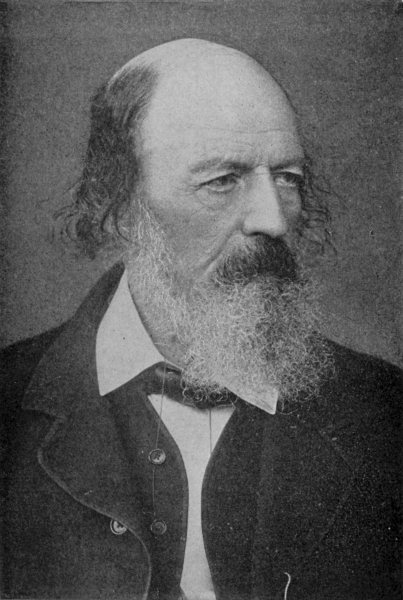
桂冠詩人 A・テニスン

初代テニスン男爵アルフレッド・テニスン（Alfred Tennyson, 1st Baron Tennyson, 1809年8月6日 - 1892年10月6日）はヴィクトリア朝時代のイギリスの詩人。
美しい措辞と韻律を持ち、日本でも愛読されている。

## 生涯と作品
イギリス・リンカンシャー州サマズビーに牧師の子として1809年に出生。1831年までケンブリッジ大学に学び、1827年兄のチャールズやフレデリクとともに詩集『Poems by Two Brothers』を出版したが、単独の詩集『Poems Chiefly Lyrical』（1830年）はジョン・キーツの影響を示している。次いで1833年『シャロットの妖姫』（The Lady of Shalott）を発表したが酷評され、以来10年間沈黙する。
1832年に学友のアーサー・ヘンリー・ハラムと大陸を旅行するが、その翌年にハラムが急死し、強い衝撃を受けて彼を弔う長詩『イン・メモリアム』（In Memoriam A.H.H.）を書き始め、十数年にわたる自己の思想の成長をも織りこんで1849年に完成させた。友人の死と進化論によって揺れ動く信仰をうたった詩であり、序詩は「つよき神の子、朽ちぬ愛よ」として讃美歌275番に収録されている。1842年『Poems by Alfred Tennyson』で名をなし1845年に年金を授与された。1847年に叙事詩『The Princess』を発表し、1850年ウィリアム・ワーズワースの後継者として桂冠詩人となった。この年に結婚している。
1855年『Maud』、1859年から1864年にかけてアーサー王伝説に取材した『国王牧歌』や、哀れな水夫の物語詩『イ(ー)ノック・アーデン(エノック・アーデン)』（Enoch Arden, 1864年）、『Locksley Hall Sixty Years After』（1886年）を発表し、1884年にはテニスン男爵に叙せられた。1889年の短詩『砂州を越えて』（Crossing the Bar）は辞世の歌として名高い。
1892年に死去し、ウェストミンスター寺院に埋葬された。葬式では愛唱した讃美歌「聖なる、聖なる、聖なるかな」が歌われた。次男ハラム（後の第2代オーストラリア総督）が爵位を継いだ。現在、テニスン男爵の爵位は6代目のデイヴィッド・テニスン（1960年生まれ）が継承している。

## 日本語訳された著書・作品集
- 『アーサー王物語』菅野徳助、奈倉次郎訳註、三省堂
- 『イーノック・アーデン』長谷川康訳、1925年
- 『イノック・アーデン』入江直祐訳、岩波文庫、1933年
- 『イン・メモリアム』入江直祐訳、岩波文庫、1934年
- 『女子大学』深江種明訳、東西社、1907年12月
- 『イノックアーデン』長谷川康訳、建文館、1911年5月
- 『テニソンの詩』片上伸訳、隆文館、1920年
- 『イノック・アーデン』幡谷正雄訳、交蘭社、1924年
- 『テニスン小曲集』幡谷正雄訳、交蘭社、1925年
- 『皇后の告白』滝内秀綱訳、青生書院、1926年
- 『テニスン詩集』吉川則比古訳、文英堂書店、1926年
- 『テニスン詩集』井口正名訳.聚英閣、1926年
- 『イーノック・アーデン』田部重治訳、新潮社、1940年、のち角川文庫
- 『イーノック・アーデェン』竹村覚訳、デパート旭屋出版部、1948年
- 『テニスン詩選』入江直祐訳.新月社、1948年
- 『イーノック・アーデン 漁村哀詩』酒井賢訳、堀書店、1949年
- 『テニソン新詩集』三浦逸雄訳、日本文芸社、1967年
- 『テニスン詩集 対訳』西前美巳編、岩波文庫（イギリス詩人選）、2003年4月
- 『イノック・アーデン』原田宗典訳、岩波書店、2006年10月
- 『イーノック・アーデン』原田俊孝訳、成美堂、2007年3月
- 『シャロットの姫 詩の絵本』ジュヌヴィエーヴ・コテ絵、長井芳子訳、バベルプレス、2009年10月